# Oder-Neiße (Naturschutzgebiet)
Das Naturschutzgebiet Oder-Neiße liegt auf dem Gebiet der Städte Eisenhüttenstadt und Guben und der Gemeinden Neißemünde und Neuzelle in den Landkreisen Oder-Spree und Spree-Neiße in Brandenburg.
Das Gebiet mit der Kenn-Nummer 1416 wurde mit Verordnung vom 16. Juni 2004 unter Naturschutz gestellt. Das rund 593 ha große Naturschutzgebiet erstreckt sich entlang der Oder und der Neiße zwischen Eisenhüttenstadt im Norden und Guben im Süden. Westlich verläuft die B 87 und östlich die Staatsgrenze zu Polen.